# Campionati mondiali di bob 2008
I Campionati mondiali di bob 2008, cinquantacinquesima edizione della manifestazione organizzata dalla Federazione Internazionale di Bob e Skeleton, si sono disputati dal 15 al 24 febbraio 2008 ad Altenberg, in Germania, sulla pista DKB-Eiskanal. La località sassone ha ospitato le competizioni iridate per la terza volta nel bob a due e nel bob a quattro uomini e per la prima in assoluto nel bob a due donne e nella prova a squadre.
L'edizione ha visto dominare la Germania che ha conquistato tutti e quattro i titoli in palio e un totale di otto medaglie su dodici disponibili. Gli atleti e le atlete di casa hanno infatti vinto nel bob a due uomini con André Lange e Kevin Kuske, al loro terzo titolo nel bob a due, nella gara femminile dalle connazionali Sandra Kiriasis e Romy Logsch, rispettivamente al loro terzo e secondo oro consecutivo, mentre la prova del bob a quattro ha visto il successo dell'equipaggio guidato sempre da André Lange, insieme a René Hoppe, entrambi al quinto alloro iridato, Kevin Kuske, al suo quarto titolo, e Martin Putze, seconda vittoria per lui nella specialità. Anche questa edizione dei mondiali, come ormai da prassi iniziata nella rassegna di Schönau am Königssee 2004, si è svolta contestualmente a quella di skeleton e proprio insieme agli atleti di quest'ultima disciplina è stato assegnato il titolo nella prova a squadre che ha visto trionfare la squadra tedesca formata dalle coppie Sandra Kiriasis/Berit Wiacker e Matthias Höpfner/Alexander Mann e dagli skeletonisti Anja Huber e Sebastian Haupt.

## Risultati

### Bob a due uomini

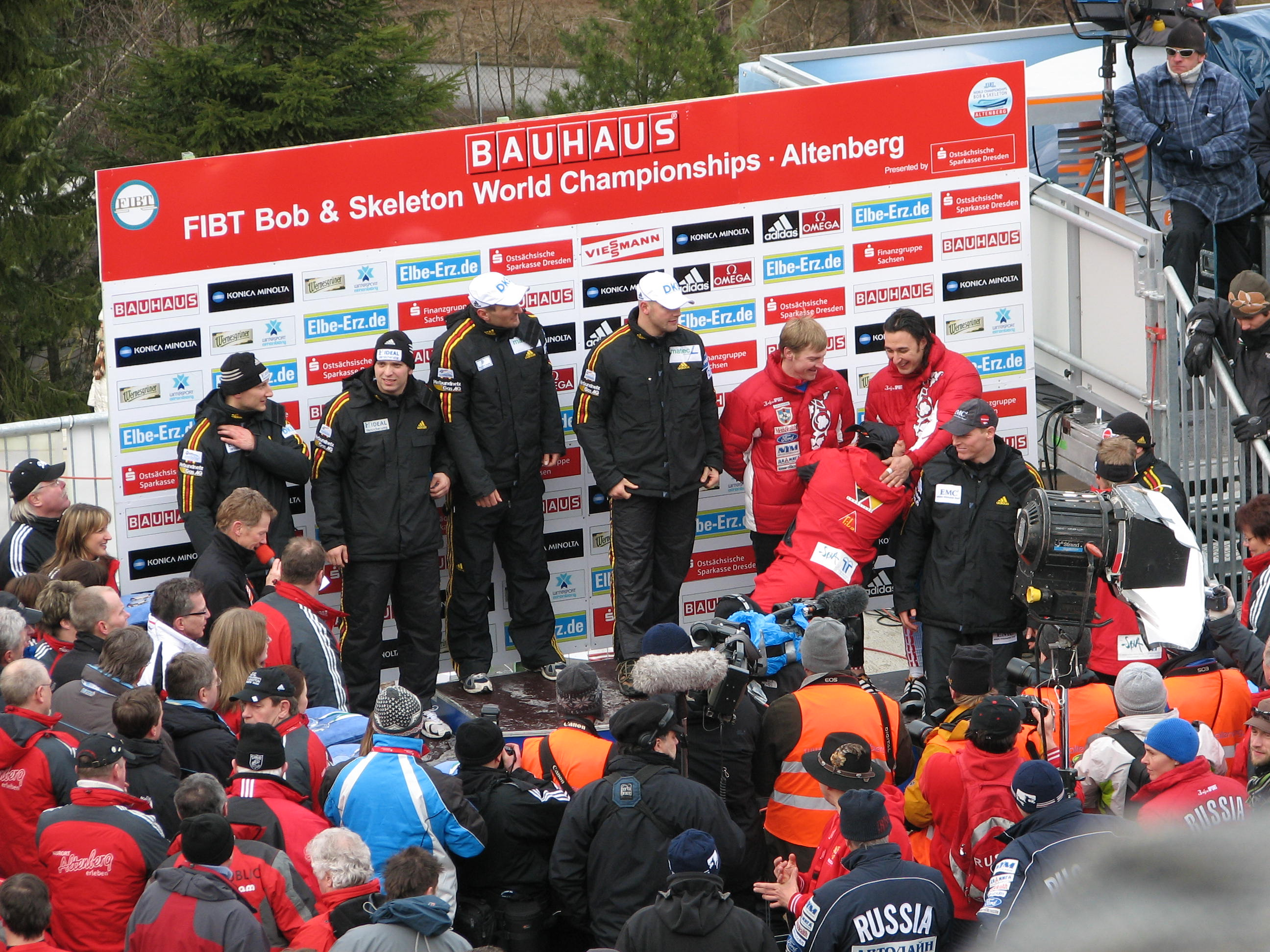
Il podio della gara di bob a due maschile ai mondiali del 2008

La gara si è svolta il 16 e il 17 febbraio nell'arco di quattro manches ed hanno preso parte alla competizione 30 compagini in rappresentanza di 17 differenti nazioni. Campioni uscenti erano i tedeschi André Lange/Kevin Kuske, che si sono riconfermati campioni e conquistano il loro terzo alloro iridato dopo quelli vinti a Lake Placid 2003 e a Sankt Moritz 2007, davanti ai connazionali Thomas Florschütz e Mirko Pätzold e ai russi Aleksandr Zubkov e Aleksej Voevoda, tutti alla loro prima medaglia mondiale.
| Pos. | Atleti                              | Nazione       | Tempo   | Distacco |
| ---- | ----------------------------------- | ------------- | ------- | -------- |
|      | André Lange Kevin Kuske             | Germania I    | 3:40.58 |          |
|      | Thomas Florschütz Mirko Pätzold     | Germania II   | 3:41.64 | +1.06    |
|      | Aleksandr Zubkov Aleksej Voevoda    | Russia I      | 3:41.97 | +1.39    |
| 4    | Matthias Höpfner Alexander Mann     | Germania III  | 3:42.05 | +1.47    |
| 5    | Ivo Rüegg Cédric Grand              | Svizzera I    | 3:42.40 | +1.82    |
| 6    | Ivo Danilevič Jan Stokláska         | Rep. Ceca I   | 3:43.56 | +2.98    |
| 7    | Jānis Miņins Daumants Dreiškens     | Lettonia I    | 3:43.71 | +3.13    |
| 8    | Evgenij Popov Aleksej Andrjunin     | Russia II     | 3:44.03 | +3.45    |
| 9    | Wolfgang Stampfer Martin Lachkovics | Austria I     | 3:44.07 | +3.49    |
| 10   | Steven Holcomb Curtis Tomasevicz    | Stati Uniti I | 3:44.17 | +3.59    |

### Bob a due donne
La gara si è svolta il 15 e il 16 febbraio nell'arco di quattro manches ed hanno preso parte alla competizione 23 compagini in rappresentanza di 13 differenti nazioni. Campione uscente era l'equipaggio tedesco composto da Sandra Kiriasis e Romy Logsch, che si sono riconfermate anche in questa edizione (per la Kiriasis è il terzo titolo dopo Calgary 2005 e Sankt Moritz 2007), davanti alle connazionali Cathleen Martini e Janine Tischer, entrambe già argento nell'edizione 2007 e all'altra coppia tedesca formata da Claudia Schramm e Nicole Herschmann, alla loro prima medaglia iridata.
| Pos. | Atleti                              | Nazione        | Tempo   | Distacco |
| ---- | ----------------------------------- | -------------- | ------- | -------- |
|      | Sandra Kiriasis Romy Logsch         | Germania I     | 3:49.50 |          |
|      | Cathleen Martini Janine Tischer     | Germania II    | 3:49.76 | +0.26    |
|      | Claudia Schramm Nicole Herschmann   | Germania III   | 3:50.82 | +1.32    |
| 4    | Helen Upperton Jennifer Ciochetti   | Canada I       | 3:52.09 | +2.59    |
| 5    | Kaillie Humphries Shelley-Ann Brown | Canada II      | 3:52.53 | +3.03    |
| 6    | Nicola Minichiello Lauren Therin    | Regno Unito I  | 3:53.26 | +3.76    |
| 7    | Erin Pac Michelle Rzepka            | Stati Uniti II | 3:53.72 | +4.22    |
| 8    | Maya Bamert Annegret Dietrich       | Svizzera I     | 3:53.85 | +4.35    |
| 9    | Shauna Rohbock Elana Meyers         | Stati Uniti I  | 3:54.07 | +4.57    |
| 10   | Esmé Kamphuis Urta Rozenstruik      | Paesi Bassi I  | 3:54.30 | +4.80    |

### Bob a quattro

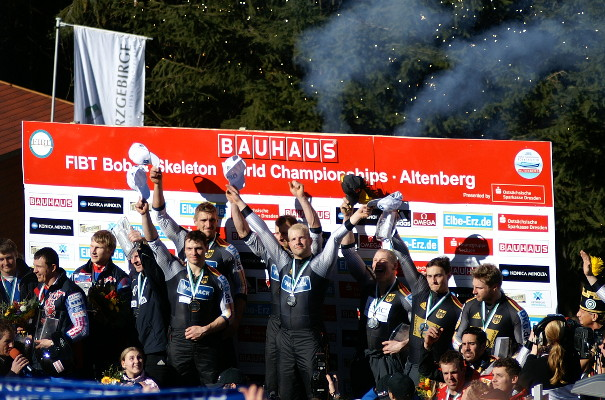
Il podio della gara di bob a quattro ai campionati mondiali di Altenberg 2008

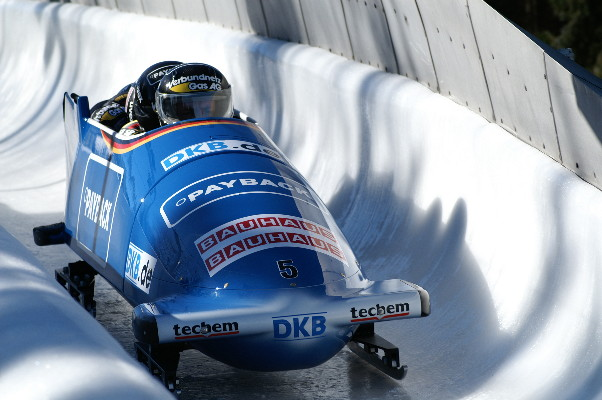
Il quartetto guidato da André Lange, campione del mondo ad Altenberg 2008

La gara si è svolta il 23 e il 24 febbraio nell'arco di quattro manches ed hanno preso parte alla competizione 24 compagini in rappresentanza di 15 differenti nazioni. Campione mondiale in carica era il quartetto svizzero composto da Ivo Rüegg, Thomas Lamparter, Beat Hefti e Cédric Grand, giunto quinto in questa occasione ma con Tommy Herzog e Roman Handschin al posto di Lamparter ed Hefti. Il titolo è stato pertanto conquistato dalla formazione di casa guidata da André Lange, René Hoppe (entrambi al loro quinto mondiale vinto nella specialità), Kevin Kuske (che con Lange ha già vinto la specialità biposto e deteneva già quattro titoli di bob a quattro) e Martin Putze (alla sua seconda affermazione a quattro), davanti ai russi Aleksandr Zubkov, Roman Orešnikov, Dmitrij Trunenkov e Dmitrij Stëpuškin e ai tedeschi Matthias Höpfner, Ronny Listner, Alexander Mann e Thomas Pöge.
| Pos. | Atleti                                                               | Nazione       | Tempo   | Distacco |
| ---- | -------------------------------------------------------------------- | ------------- | ------- | -------- |
|      | André Lange René Hoppe Kevin Kuske Martin Putze                      | Germania I    | 3:36.26 |          |
|      | Aleksandr Zubkov Roman Orešnikov Dmitrij Trunenkov Dmitrij Stëpuškin | Russia I      | 3:38.28 | +2.02    |
|      | Matthias Höpfner Ronny Listner Alexander Mann Thomas Pöge            | Germania III  | 3:39.85 | +2.59    |
| 4    | Thomas Florschütz Christoph Heyder Enrico Kühn Mirko Pätzold         | Germania II   | 3:39.07 | +2.81    |
| 5    | Ivo Rüegg Tommy Herzog Roman Handschin Cédric Grand                  | Svizzera I    | 3:39.21 | +2.95    |
| 6    | Steven Holcomb Pavle Jovanovic Steve Mesler Curtis Tomasevicz        | Stati Uniti I | 3:39.52 | +3.26    |
| 7    | Jānis Miņins Daumants Dreiškens Oskars Melbārdis Intars Dambis       | Lettonia I    | 3:39.57 | +3.31    |
| 8    | Jürgen Loacker Johannes Wipplinger Jürgen Mayer Martin Lachkovics    | Austria I     | 3:39.60 | +3.34    |
| 9    | Dmitrij Abramovič Pëtr Moiseev Aleksandr Ušakov Sergej Prudnikov     | Russia III    | 3:39.70 | +3.44    |
| 10   | Evgenij Popov Dmitrij Elytin Aleksej Selivërstov Evgenij Pečënkin    | Russia III    | 3:40.46 | +4.20    |

### Gara a squadre
La gara si è svolta il 18 febbraio ed ogni squadra nazionale ha potuto prendere parte alla competizione con una formazione; nello specifico la prova ha visto la partenza di uno skeletonista, di un equipaggio del bob a due femminile, di una skeletonista e di un equipaggio del bob a due maschile per ognuna delle 6 formazioni, che hanno gareggiato ciascuno in una singola manche; la somma totale dei tempi così ottenuti ha laureato campione la squadra tedesca di Sebastian Haupt, Sandra Kiriasis, Berit Wiacker, Anja Huber, Matthias Höpfner e Alexander Mann davanti alla compagine canadese composta da Jon Montgomery, Kaillie Humphries, Jenni Hucul, Michelle Kelly, Lyndon Rush e Nathan Cross ed a quella statunitense formata da Zach Lund, Erin Pac, Emily Azevedo, Katie Uhlaender, Steven Holcomb e Curtis Tomasevicz.
| Pos. | Squadra     | Atleti | Tempo   | Distacco |
| ---- | ----------- | --- | ------- | -------- |
|      | Germania    | Sebastian Haupt Sandra Kiriasis / Berit Wiacker Anja Huber Matthias Höpfner / Alexander Mann                       | 3:57.20 |          |
|      | Canada      | Jon Montgomery Kaillie Humphries / Jenni Hucul Michelle Kelly Lyndon Rush / Nathan Cross                           | 3:58.98 | +1.78    |
|      | Stati Uniti | Zach Lund Erin Pac / Emily Azevedo Katie Uhlaender Steven Holcomb / Curtis Tomasevicz                              | 3:59.07 | +1.87    |
| 4    | Regno Unito | Anthony Sawyer Nicola Minichiello / Joanne John Amy Williams John James Jackson / James Devlin                     | 3:59.51 | +2.31    |
| 5    | Russia      | Aleksandr Tret'jakov Viktorija Tokovaja / Jana Vinochodova Svetlana Vasiljeva Dmitrij Abramovič / Sergej Prudnikov | 4:01.96 | +4.76    |
| 6    | Svizzera    | Danie Mächler Sabina Hafner / Cora Huber Jessica Kilian Daniel Schmid / Markus Lüthi                               | 4:02.88 | +5.68    |

## Medagliere
| Posizione | Nazione     | Oro | Argento | Bronzo | Totale |
| --------- | ----------- | --- | ------- | ------ | ------ |
| 1         | Germania    | 4   | 2       | 2      | 8      |
| 2         | Russia      | 0   | 1       | 1      | 2      |
| 3         | Canada      | 0   | 1       | 0      | 1      |
| 4         | Stati Uniti | 0   | 0       | 1      | 1      |
| Totale    | Totale      | 4   | 4       | 4      | 12     |